# Harpactocrates gurdus
Harpactocrates gurdus là một loài nhện trong họ Dysderidae.
Loài này thuộc chi Harpactocrates. Harpactocrates gurdus được Eugène Simon miêu tả năm 1914.